# Trichopterna krueperi
Trichopterna krueperi là một loài nhện trong họ Linyphiidae.
Loài này thuộc chi Trichopterna. Trichopterna krueperi được Eugène Simon miêu tả năm 1884.